# Tímea Raj
Tímea Raj (1973) es una deportista húngara que compitió en halterofilia. Ganó una medalla de plata en el Campeonato Europeo de Halterofilia de 1993, en la categoría de 59 kg.

## Palmarés internacional
| Campeonato Europeo | Campeonato Europeo | Campeonato Europeo | Campeonato Europeo |
| Año                | Lugar              | Medalla            | Categoría          |
| ------------------ | ------------------ | ------------------ | ------------------ |
| 1993               | Valencia (España)  | Medalla de plata   | 59 kg              |